# Bundesverband Osteopathie
Der Bundesverband Osteopathie e. V. – BVO ist eine berufliche Interessensvertretung für osteopathisch arbeitende Personen in Deutschland.

## Geschichte
Der BVO wurde am 9. Februar 2002 unter dem Namen „Deutsches Register Osteopathischer Medizin (DROM)“ in Neutraubling gegründet und 2010 in „Bundesverband Osteopathie e. V. – BVO“ umbenannt. Er setzt sich für eine qualifizierte Ausbildung mit einheitlich festgelegten Richtlinien sowie einer gesetzlich anerkannten Berufsausübung in der Osteopathie ein.

## Ziele
- Forderung eines Berufsgesetzes für hohe Qualität und Sicherheit für Patienten
- Aufklärung und Informationen über die Wirkweise der Osteopathie und Vermittlung von Osteopathen
- Aufklärung und Informationen
- Einsatz bei Studien zur Osteopathie

Der BVO ist Partner der international agierenden „Osteopathic International Alliance“ (OIA) und zahlreicher anderen integrativ-medizinischen Netzwerke.

## Publikation
Das „Fachmagazin für Komplementärmedizin CO.med“ ist die Verbandszeitschrift des BVO.